# Botrytis cinerea
Botrytis cinerea é um fungo que está na origem da chamada "podridão cinzenta" dos vegetais.
O desenvolvimento e propagação deste fungo é favorecido por ambientes com precipitação pluviométrica elevada e alta humidade relativa do ar. Se, a isto, adicionarmos teores elevados de matéria orgânica no solo, se criarão condições ainda mais favoráveis à sua sobrevivência.
Apesar de, em geral, provocar danos consideráveis nas colheitas, constituindo a chamada "podridão cinzenta", há situações especiais em que a presença deste fungo nas vinhas até é desejada, constituindo, então, a chamada podridão nobre, essencial à obtenção de certos vinhos licorosos.